# Aglaodorum griffithi
Aglaodorum griffithi Schott. – gatunek wiecznie zielonych, wieloletnich helofitów lub chamefitów, należący do  monotypowego rodzaju Aglaodorum, z plemienia Aglaonemateae w rodzinie obrazkowatych, endemiczny dla południowego Wietnamu i zachodniej Malezji. Rośliny z tego gatunku zasiedlają bagienne i błotniste tereny zalewowe wód słodkich i brachicznych. Nazwa naukowa rodzaju pochodzi od greckich słów αγλαός (aglaos – jasny, piękny) i δώρον (doron – prezent); nazwa gatunkowa została nadana na cześć Williama Griffitha, angielskiego botanika, badacza flory południowo-wschodniej Azji.

## Morfologia
ŁodygaPoziome kłącze o średnicy około 1 cm i międzywęźlach o długości około 6–8 cm.
LiścieBlaszki liściowe wąsko lancetowate, o wymiarach 25–40×7–8 cm. Ogonki liściowe o długości 20–60 cm i średnicy około 1,5 cm.
KwiatyRośliny jednopienne. Kwiatostan typu kolbiastego pseudancjum wyrasta na wzniesionej szypułce o długości 40–45 cm i średnicy poniżej 1 cm. Pochwa kwiatostanu o długości około 4 cm, spiczasta, zwężona w środkowej części. Kwiaty męskie 3-4-pręcikowe o przylegających do siebie, podłużnych pylnikach, otwierających się przez podłużną, jajowatą szczelinę. Kwiaty żeńskie 1-3-słupkowe. Zalążnie jajowate, jedno- lub dwukomorowe, z pojedynczym, anatropowym zalążkiem w każdej komorze. Znamiona słupków dyskowate, trójlistkowe.
OwoceJednonasienne, odwrotnie jajowate jagody o wymiarach 4×3 cm. Nasiona rozpoczynają kiełkowanie przed odpadnięciem jagód z owocostanu.
Gatunki podobneBudowa Aglaodorum griffithi jest bardzo podobna do przedstawicieli rodzaju Aglaonema. Różnice obejmują kolor dojrzałych jagód, które w przypadku Aglaodorum griffithi są zielone, a w przypadku Aglaonema czerwone. Aglaodorum griffithi ma nadto dłuższą szypułkę i kwiaty żeńskie położone na kolbie w pojedynczej spirali, a nie wielu.

## Zastosowanie
Aglaodorum griffithi jest uprawiany jako roślina ozdobna, przede wszystkim jako roślina paludaryjna. Może być rozmnażana przez podział kłącza (na odcinki z przynajmniej trzema liśćmi) lub z nasion, którym należy pozwolić wykiełkować na roślinie (co jest jedną z cech tego gatunku).